# Stylosanthes mexicana
Stylosanthes mexicana är en ärtväxtart som beskrevs av Paul Hermann Wilhelm Taubert. Stylosanthes mexicana ingår i släktet Stylosanthes och familjen ärtväxter. Inga underarter finns listade i Catalogue of Life.